# WeChat
WeChat (chiń. 微信, pinyin: Wēixìn – „mikrowiadomość”) – chiński komunikator internetowy i portal społecznościowy stworzony przez firmę Tencent Inc. Służy m.in. do wysyłania wiadomości, robienia zakupów za pomocą botów oraz wykonywania płatności. Do 2017 roku był najpopularniejszym komunikatorem świata z ponad 950 mln aktywnych użytkowników (został w tym czasie wyprzedzony przez Facebook Messenger). Jest powszechnie znany jako najbardziej innowacyjna i wszechstronna aplikacja na świecie, chińska „aplikacja do wszystkiego”, od płatności, przez media społecznościowe po zakupy.

## Historia
WeChat jest rozwijany w Tencent Guangzhou Research and Project od października 2010 roku. Oryginalna aplikacja została stworzona przez Zhang Xiaolonga (ur. 1969), a nazwę „Weixin” zawdzięczała Ma Huatengowi, dyrektorowi generalnemu Tencenta. Po raz pierwszy komunikator został uruchomiony w 2011 roku. Twórcy aplikacji dostali wsparcie od chińskiego rządu w ramach 12. pięcioletniego planu (w latach 2011–2015).
Do 2012 roku komunikator zyskał 100 milionów użytkowników oraz został przemianowany na WeChat.
W 2016 roku WeChat miał 889 milionów aktywnych użytkowników, z czego 90% to obywatele chińscy. W 2017 roku opublikowano wyniki, zgodnie z którymi ponad połowa użytkowników portalu spędza co najmniej 90 minut dziennie, korzystając z aplikacji.